# أيهم السامرائي
الدكتور أيهم جاسم محمدالسامرائي وزير الكهرباء في حكومة اياد علاوي عام 2004 صدرت بحقه أوامر قبض قضائية لتورطه في سرقة أموال وزارة الكهرباء وعقد صفقات مشبوهة.يحمل جنسية وجواز السفر أميركي ينتقد الرئيس الأمريكي ترامب لعدم مساعدته في إسقاط النظام.
الأخوان : احمد جاسم محمد السامرائي، محي جاسم محمد السامرائي، مظهر جاسم محمد السامرائي.
١٣ فرد في عائلته

## دراسته
ولد أيهم السامرائي في مدينة بغداد عام 1951م حيث تعلم ودرس حصل على البكالوريوس في الهندسة الكهربائية من بغداد وبعدها انتقل للدراسة إلى الولايات المتحدة الأمريكية حيث أكمل دراسة الدكتوراه في معهد الينوي للتكنولوجيا في شيكاغو.

## عمله
عمل لثلاثين سنة لشركة كي اس أي للمقاولات الكهربائية ورقي ليصبح مديراً عاماً للشركة. وتتضمن خبرته تصميم محطات للطاقة وتوليدها، وقد ترأس المؤتمر العلمي للطاقة النووية في الولايات المتحدة لخمس سنوات ونشر أكثر من 30 بحثاً فنياً. وقد شارك الدكتور السامرائي خلال الـ 12 عاماً السابقة في أغلب مؤتمرات المعارضة الوطنية كعضو تنفيذي للاتجاه العراقي الديمقراطي الوسيط. في 20 ايار من عام 2003 وبعد تشكيل أول حكومة عراقية برئاسة الدكتور علاوي عين الدكتور أيهم السامرائي وزيرا للكهرباء
وجهت له عدة اتهامات، وكانت المحكمة الجنائية العراقية أصدرت في 12 أكتوبر (تشرين الأول) 2006 حكما بالسجن عامين على السامرائي بعد ان ادانته «بالفساد والإهمال وهدر المال العام» وهي واحدة من 13 تهمة فساد موجهة إليه، وما زال يواجه محاكمة على التهم المتبقية. وتتعلق التهم باختفاء مبلغ ملياري دولار مخصصة لعقود في اطار إعادة اعمار البنية التحتية للكهرباء في البلاد.